# 郵便受け

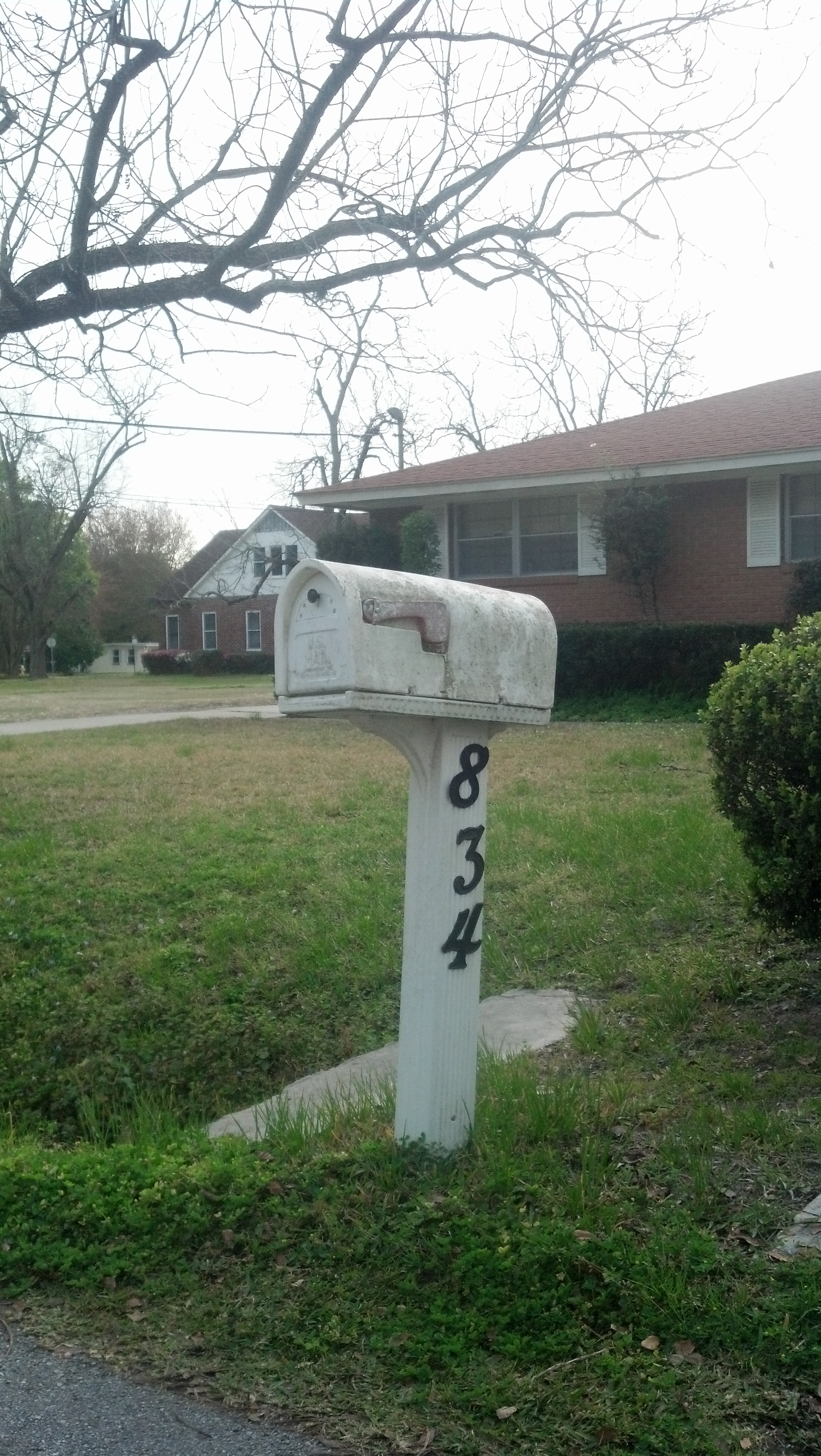
アメリカ合衆国フロリダ州ジャクソンビルのプラスチック製メイルボックス。

郵便受け（ゆうびんうけ、アメリカ英語: mail box）とは、配達された郵便物や新聞などを受け取るための装置。
日本語でいう「郵便受け」は英語では通常"英: letter box"ないし"米: mailbox"と呼ぶ。日本での「ドアポスト」にあたるものは"mailslot"と呼ぶ。"doorpost"というと、玄関の両脇の柱（ポスト）を指す。
「ポスト」と呼ばれることも多いが、郵便物を差し出す郵便ポスト（郵便差出箱）とは異なるものとして区別が必要である。

## 素材・設置形態
形態は様々である。壁面にとりつけられているもの、ドアにとりつけられたもの、独立した箱になっているもの（投入口と取り出し口を備えた箱）などである。設置場所は、玄関ドアに組み込まれたり、玄関や門の付近に設置される場合や、地区で共同で（住居から少し離れた場所に）設置される場合がある。建築時に作りつけになっているもの以外にも、郵便受け単体で購入できるものがある。材質も様々で、石材製、金属製（鋳物製、板金製）、プラスチック製、木製などがある。

## 各国の郵便受け
プライバシーの問題から、錠をかけられるようになっているタイプのものが多い。錠の種類としては、キーロックやダイヤルロックなどがあるが、しっかりと鍵をかけていてもスロット部分から手や器具を用いて取り出すことが可能な場合もあり、ことに集合住宅の集合ポスト（郵便受け）がそうなっている場合などに、「ドアポストのほうに入れて下さい」と表示し、封鎖している例も見られる。これには、単に階下まで降りていくのが面倒だからという理由も考えられる。

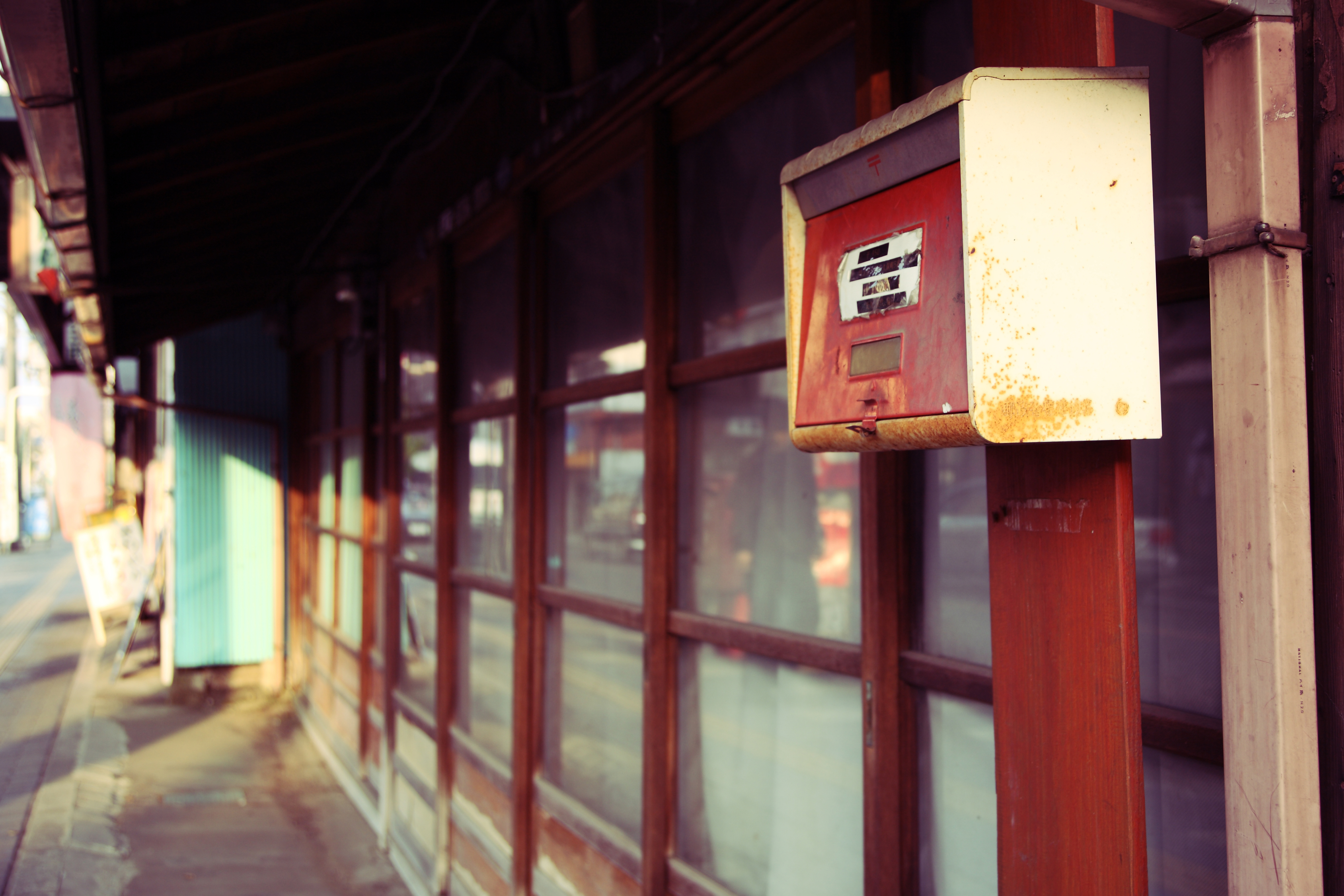
日本、川越市内の軒下に設置された郵便受け。

日本
一戸建て住宅
一戸建て住宅では郵便受けは様々である。玄関が洋式のドアの場合、（イギリスなどと同様に）ドアに郵便受けがついている場合もある。最近ではアメリカ風の箱状の郵便受けを設置している一戸建ても増えている。田舎ではスチール製の郵便受けを入り口脇に設置している場合もある。
マンション
1階の共同の玄関脇などに、集合的な郵便受け（の部屋）が設置している場合が多い。それが無い場合は、各部屋のドアの中央に設置されている郵便受けが用いられている。
アパート
日本のアパートには各戸に「ドアポスト」がある場合が多い。郵便法第四十三条（高層建築物に係る郵便受箱の設置）によると階数が3階以上で、その全部又は一部を住宅、事務所又は事業所の用に供する建築物で、総務省令が定める建築物は、各住居前の玄関ではなく、出入口付近に郵便受箱を設置することとなっている。こうした郵便受けの集合体を、「集合郵便受箱」または「集合受箱」と呼んでいる。
米国
アメリカの映画やドラマ、漫画などを見ていると、半円柱様の形状をした郵便受けの側面に、小さな金属製の小旗（赤い場合が多い）がついていることがある。これは中に郵便物が入っている印であり、郵便配達員が郵便物を入れたときや家の住民が自分から出したい郵便物を入れた場合にはその小旗も一緒に立てて合図しておき、郵便物を取り出し中を空にするときにはその小旗も倒して戻す。こういったシステムがある背景としては、アメリカでは各家庭から郵便ポストまでの距離が遠いという事情があると推察される。
アメリカ合衆国では郵便受けに、差し出し郵便物を入れておくことで発送することができる。
アメリカ合衆国では、「letter box」は（郵便局の）郵便ポストの事を示す。

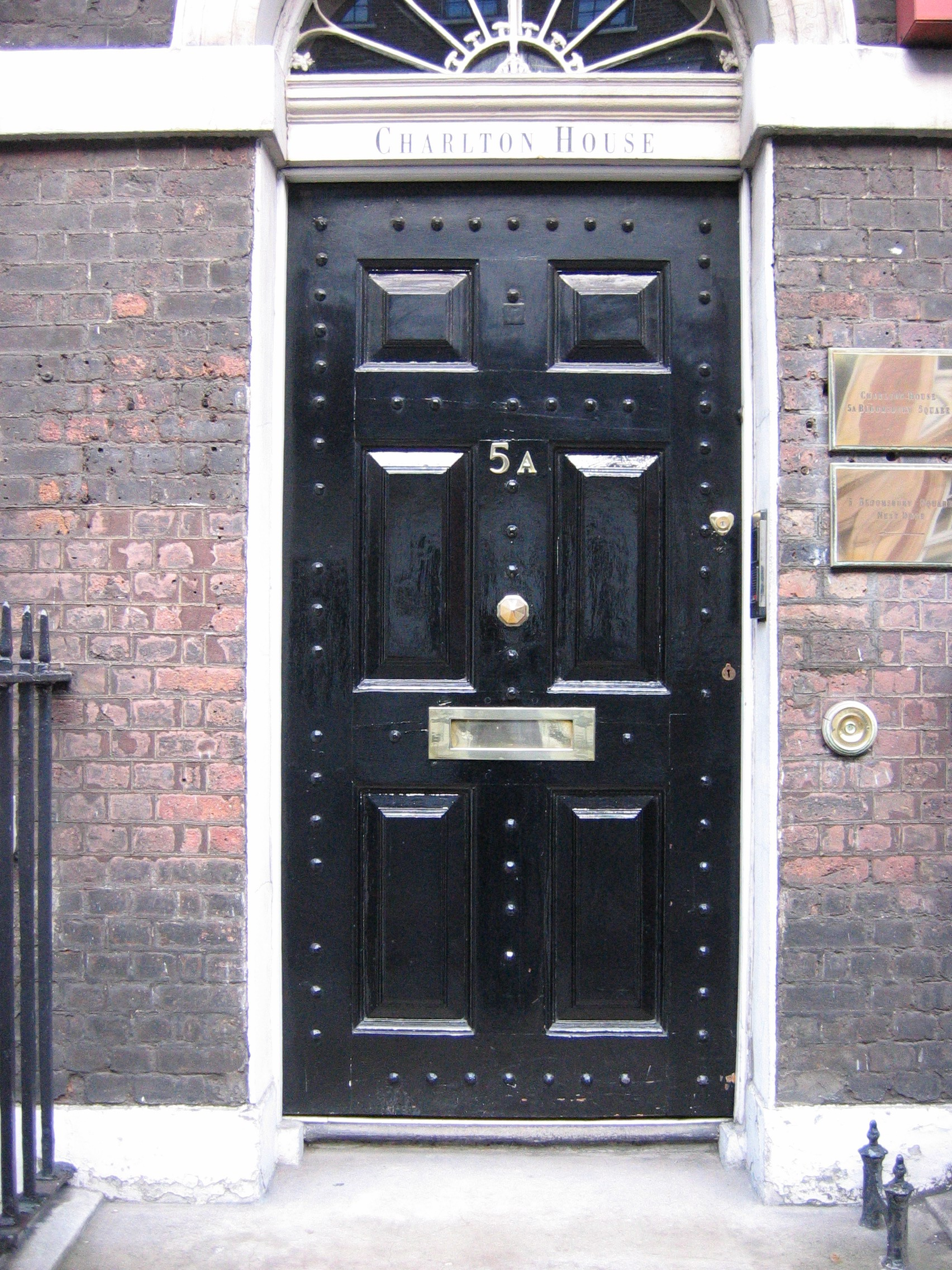
イギリス、ロンドンの住宅の玄関ドアの真ん中に設置されている郵便受け。

イギリス
イギリスでは各家庭にある郵便受けのことをレターボックス"letter box"という。形状としては、真横から見た形状が横長の長方形で、上方部分（屋根部分）が丸い、筒を半割りにして乗せたような形状になっているタイプが最も象徴的な形状として知られている。

各国の郵便受け
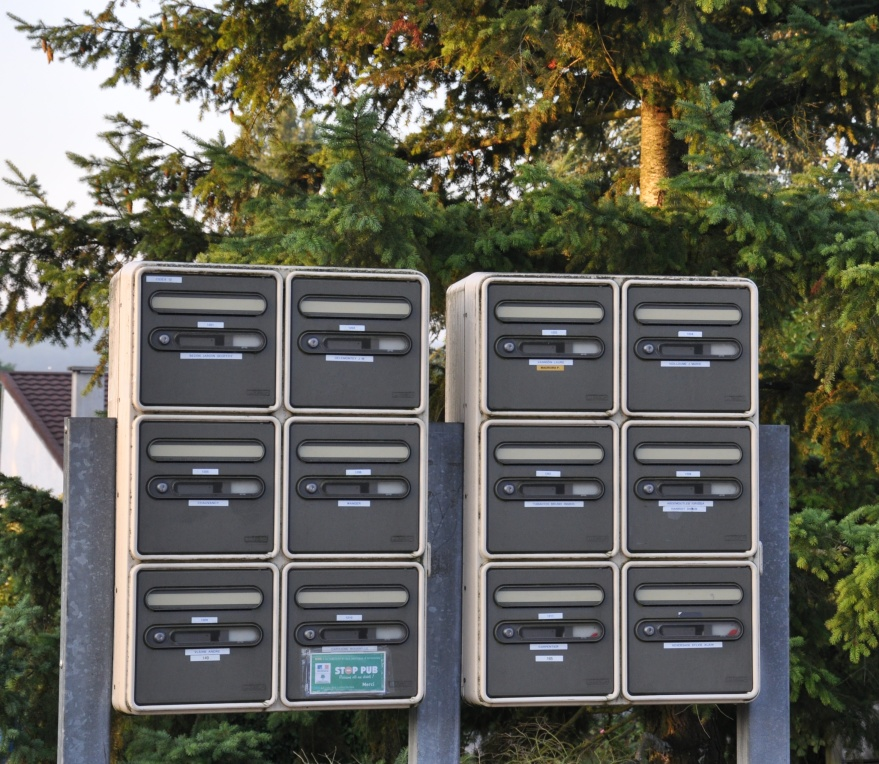
フランスのコミュニティの地区共同の郵便受け
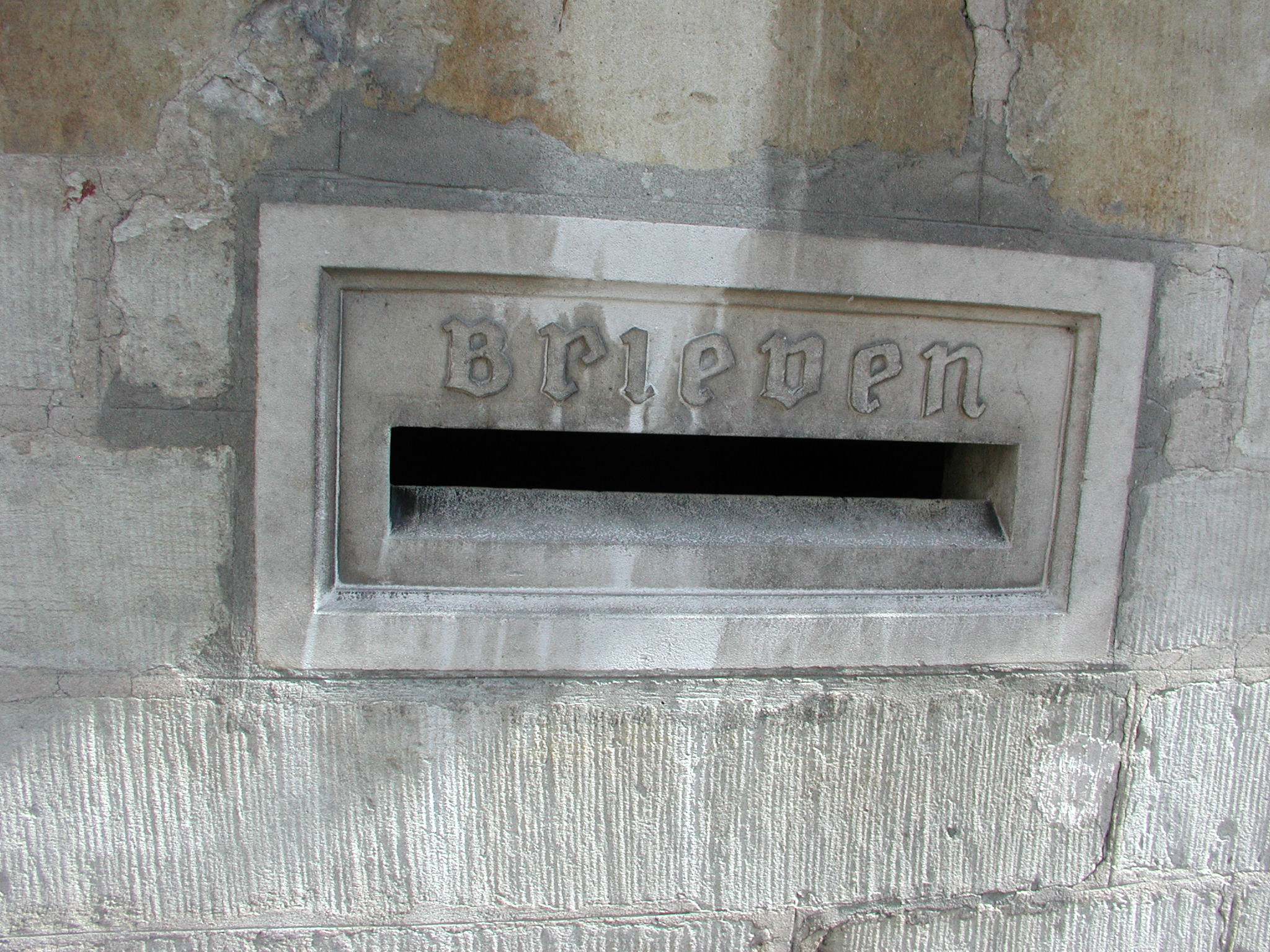
ベルギーで1376年から用いられている郵便受け
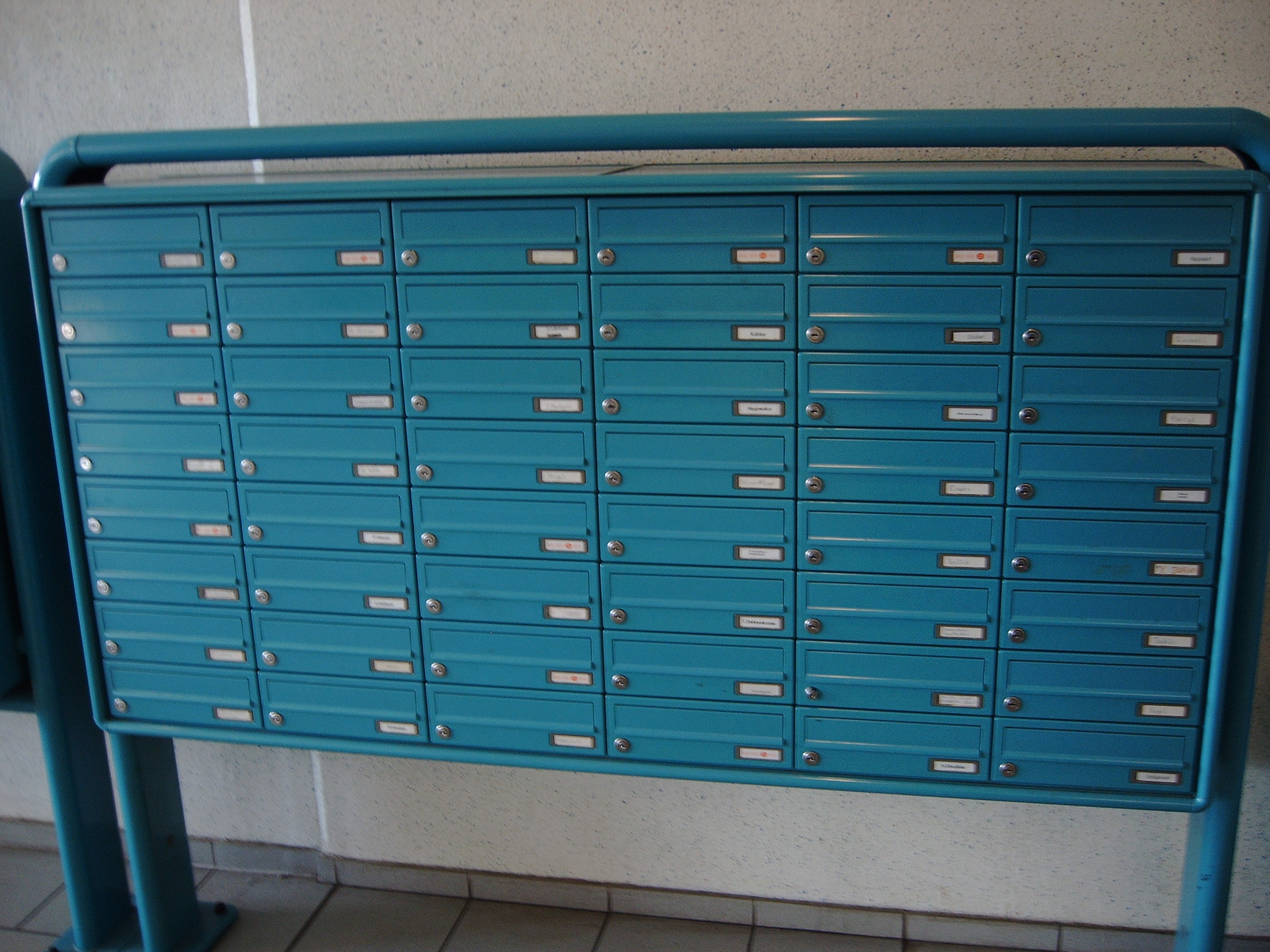
ドイツの集合住宅の郵便受け
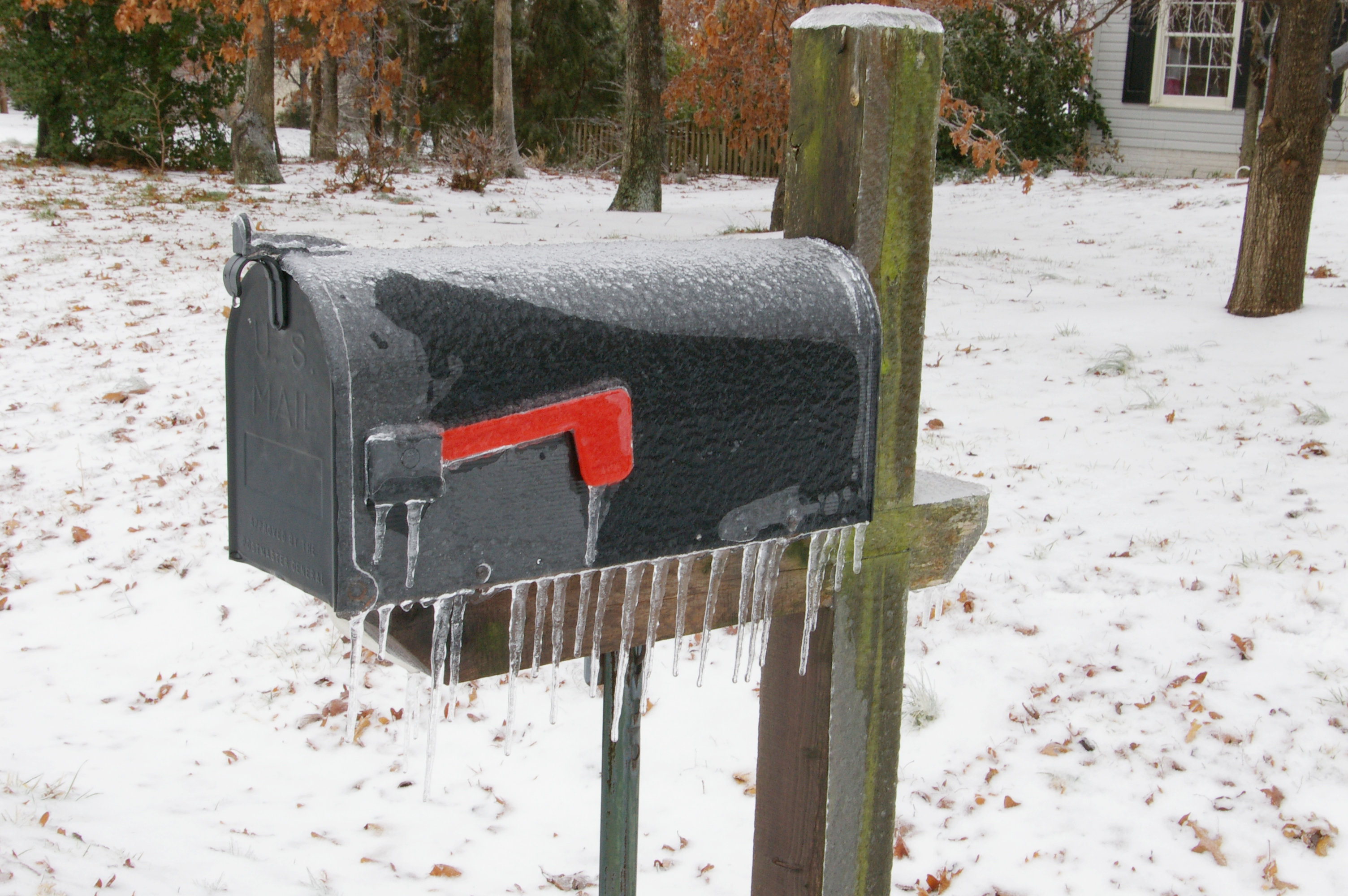
米国の一軒家の郵便受けの例。側面に金属製の赤い旗がついている。

## 日本での投函物と問題点
郵便受けに投函されるものは郵便物や、認可を受けた新聞などに留まらず、飲食店などの、いわゆる投げ込みチラシを含む。それらの競争が激しい地域などでは、郵便受けが宣伝で埋め尽くされることもある。集合住宅は一般家庭よりもチラシを配布する側にとっては効率が良く、それらが集中する傾向にあるため、それらを捨てるための専用ゴミ箱が置かれていることも多く、一部では管理組合によって「広告禁止」の掲示がなされているところも見られる。特に空き家の場合、チラシが回収されずに郵便受け内に溜まり、あふれ出てくるため、管理する不動産業者が「広告投函禁止」と書かれたシールで投函口を封印する場合がある。
なお、これらの行為を行うため他人の土地の敷地や建物などに立ち入る等した場合、住居侵入罪が成立することがある。
また、Amazon.co.jpなどのECサイトや、インターネットネットオークションによる個人取引が浸透するにつれて、ポスパケットやゆうメール、レターパックの使用が増えつつあるが、従来型の郵便受けでは大きさの都合上、投函できない場合が多く、不在時は不在通知を投函したうえでの持ち戻りを余儀なくされる。そのため日本郵便は、厚さ3センチメートル以上の定形外郵便物の料金値上げを2017年（平成29年）6月1日から値上げし、日本郵便とAmazon.co.jpは郵便受けメーカーと協力し、宅配便の宅配ボックスにも対応した郵便受けを開発するなどの動きもある。